# Лурати, Иван
Иван Лурати (нем. Ivan Lurati; 5 октября 1997 года, Швейцария) — швейцарский футболист, играющий на позиции защитника. Ныне выступает за швейцарский клуб «Равеккья».

## Клубная карьера
В 2014 году подписал свой первый профессиональный контракт со швейцарской командой Лугано. 14 августа 2014 года дебютировал в профессиональном футболе в поединке Челлендж-лиги против «Шаффхаузена», однако больше за клуб не выступал, играя в молодёжной команде. Летом 2016 года присоединился к ещё одной команде Челлендж лиги - «Кьяссо», за которую провёл половину сезона 2016/2017 и выходил на поле в 11 встречах. 11 января 2017 года подписал четырёхлетний контракт с клубом «Сьон», однако дебютную встречу провёл лишь 30 июля 2017 года, выйдя на 77-й минуте на замену в поединке против «Лозанны» вместо Кевина Констана.
В раннем возрасте провёл несколько встреч за юношеские сборные Швейцарии.